# 新北市區公車585路線
新北市區585路線，由臺北客運營運，起點為浮洲地區，目標終點為捷運府中站。

## 簡介
- 2007年，台北縣政府交通局委派台北客運增闢兩條公車路線，為板橋市的溪崑及浮洲兩地區之居民提供捷運接駁服務。其中溪崑線編號為840，而浮洲線編號為841。兩線於2007年11月16日一併投入服務，採取一段票（新台幣15元）收費。[1]有網友認為該線前身為板橋市政府於2005年至2006年間開闢的免費巴士B線。[2]
- 2011年9月2日起，台灣鐵路管理局增設浮洲車站，供浮洲居民乘搭台鐵列車。841線公車同日起在浮洲車站增設停靠點。[3]
- 2013年3月16日起，841線納入新北市新巴士，編號更改為F502。[4][5]
- 2021年6月7日起原新北市新巴士F502線改號並轉型為付費公車，另調整路線行經浮洲合宜住宅、捷運亞東醫院站，縮短路線至捷運府中站，班次由平常日22班、例假日17班減為平常日16班、例假日11班[6]

## 歷史車輛照片集

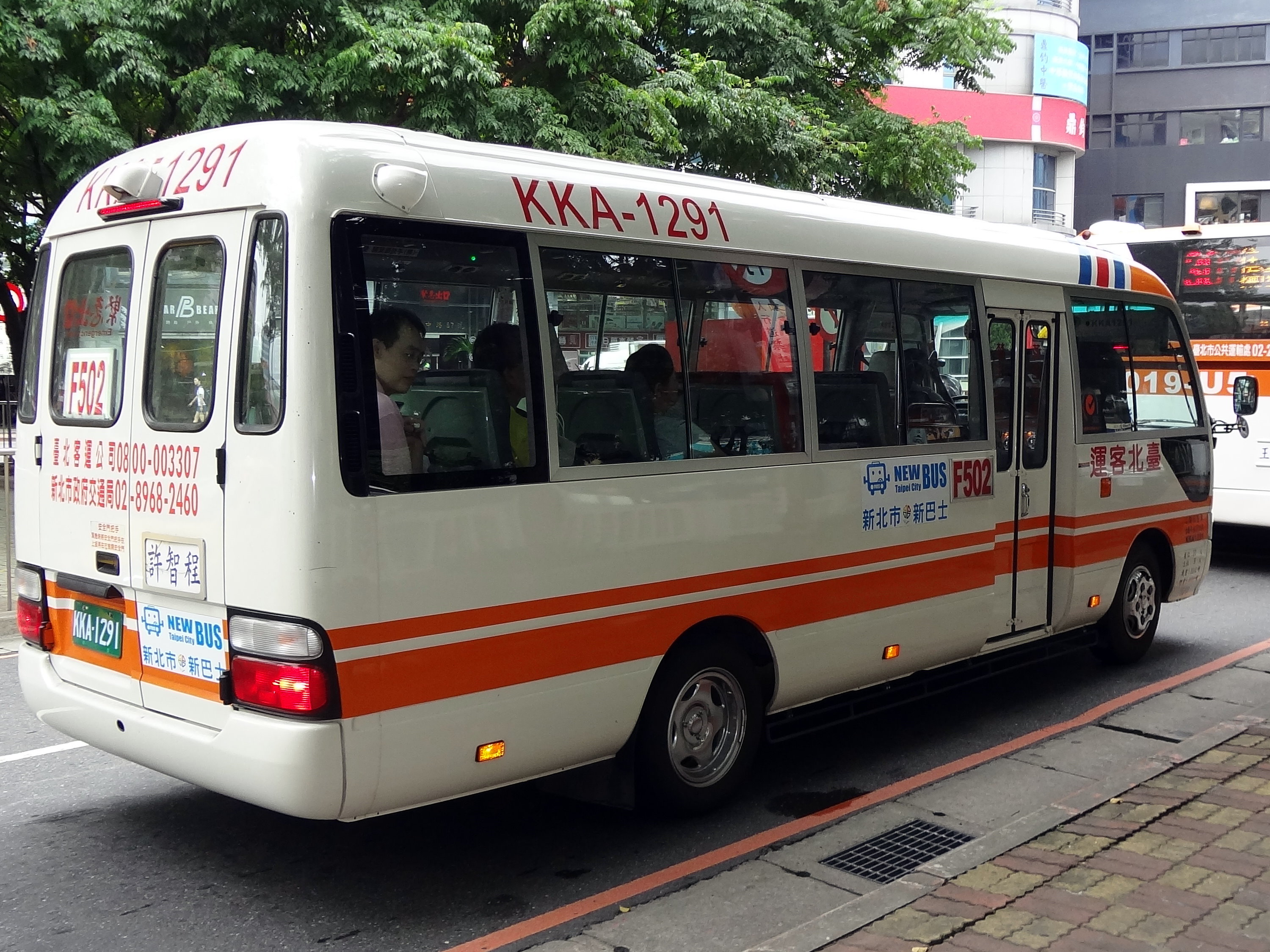

## 經過捷運站、車站
- 台鐵浮洲站
- BL05亞東醫院站
- BL06府中站

## 外部連結
- 台北客運 （页面存档备份，存于）
- 大臺北公車585
- 暢行台北公車客運資訊站的Facebook專頁